# Wahlkreis Sursee
| Sitze im Kantonsrat (2023–2027)                                             |
| Insgesamt 22 Sitze - Grüne: 2 - SP: 2 - GLP: 2 - Mitte: 7 - FDP: 4 - SVP: 5 |

Der Wahlkreis Sursee ist einer von sechs Wahlkreisen des Kantons Luzern in der Schweiz. Flächenmässig entspricht er weitgehend dem auf den 1. Januar 2013 aufgehobenen Amt Sursee, mit Ausnahme der Gemeinde Wolhusen, die neu dem Wahlkreis Entlebuch angegliedert wurde.

## Geografie
Der Wahlkreis Sursee umfasst die Gemeinden rund um den Sempachersee und des oberen Suhretals.

## Gemeinden im Wahlkreis Sursee
Der Wahlkreis Sursee besteht aus folgenden 19 Gemeinden:
Stand: 1. Januar 2013
| Wappen       | Name der Gemeinde | Einwohner (31. Dezember 2023) | Fläche in km² |
| ------------ | ----------------- | ----------------------------- | ------------- |
| Beromünster  | Beromünster       | 6714                          | 42,13         |
| Büron        | Büron             | 2746                          | 5,37          |
| Buttisholz   | Buttisholz        | 3504                          | 16,71         |
| Eich         | Eich              | 1669                          | 5,94          |
| Geuensee     | Geuensee          | 2900                          | 6,47          |
| Grosswangen  | Grosswangen       | 3450                          | 19,70         |
| Hildisrieden | Hildisrieden      | 2468                          | 7,04          |
| Knutwil      | Knutwil           | 2460                          | 9,74          |
| Mauensee     | Mauensee          | 1532                          | 7,22          |
| Neuenkirch   | Neuenkirch        | 7222                          | 25,48         |
| Nottwil      | Nottwil           | 4149                          | 10,33         |
| Oberkirch    | Oberkirch         | 5077                          | 9,10          |
| Rickenbach   | Rickenbach        | 3695                          | 11,85         |
| Ruswil       | Ruswil            | 7472                          | 45,25         |
| Schenkon     | Schenkon          | 3130                          | 6,74          |
| Schlierbach  | Schlierbach       | 988                           | 7,17          |
| Sempach      | Sempach           | 4160                          | 8,91          |
| Sursee       | Sursee            | 10'810                        | 5,83          |
| Triengen     | Triengen          | 4811                          | 22,09         |
|              | Total (19)        | 78'957                        | 273,07        |

## Veränderungen im Gemeindebestand seit 2013

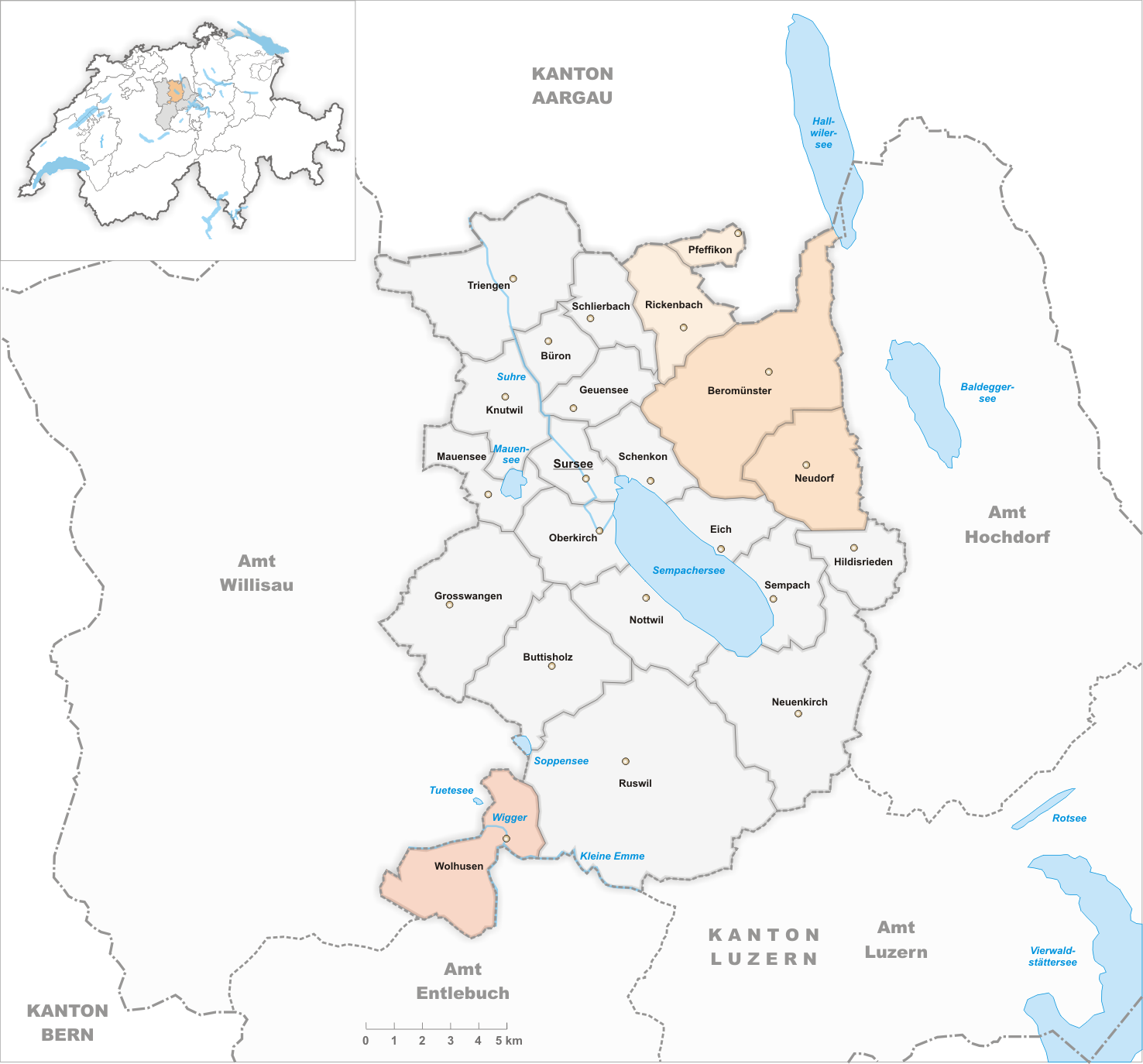
Gemeinden bis 2012
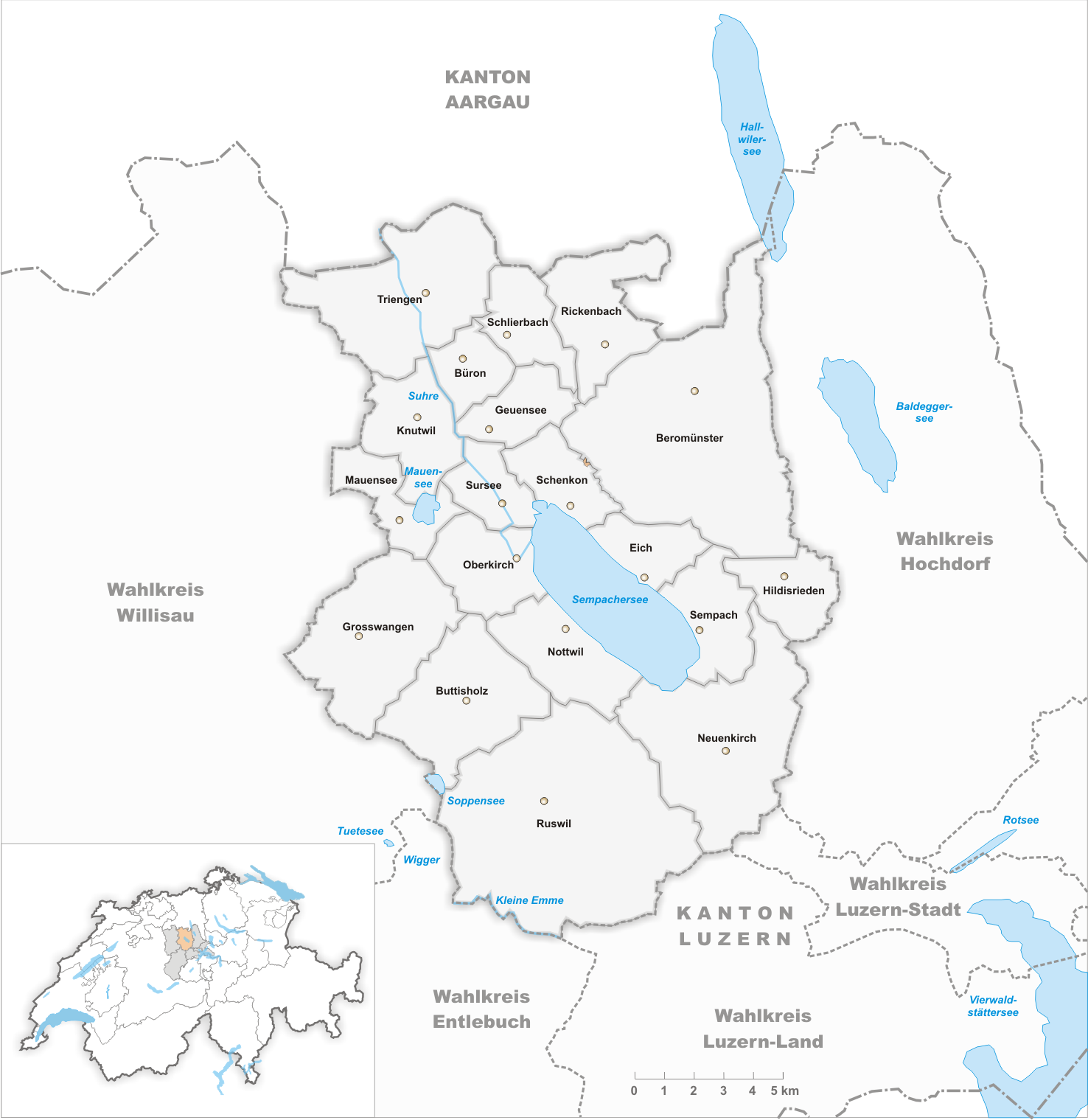
Gemeinden bis 2014

## Veränderungen im Gemeindebestand
- 2013: Fusion Beromünster und Neudorf → Beromünster
- 2013: Fusion Pfeffikon und Rickenbach → Rickenbach

- 2015: Gemeindegrenzänderung des Weilers Tann von Beromünster → Schenkon